# Stade Georges-Pompidou (Valence)
 (mars 2025).
Si vous disposez d'ouvrages ou d'articles de référence ou si vous connaissez des sites web de qualité traitant du thème abordé ici, merci de compléter l'article en donnant les références utiles à sa vérifiabilité et en les liant à la section « Notes et références ».
Ne doit pas être confondu avec Stade Georges-Pompidou (Montauban).
Le stade Georges-Pompidou se situe sur la commune de Valence, dans la Drôme.

## Matchs et compétitions notables
Le 11 novembre 1973, il a été inauguré par le match de rugby France-Roumanie.
Le 29 avril 1979, devant un stade plein (11 406 spectateurs), Montferrand bat Toulon par 24 à 17. Ce 1/8 de finale du championnat de France de Rugby se joue sur 2 coups de génie de l'arrière international montferrandais Michel Droitecourt à la 61e et 65e minutes de jeu.
Le 1er août 2009, il a accueilli un match international de football américain entre l'équipe de France et celle d'Allemagne, organisé par les Sharks de Valence.
Du 8 au 10 juillet 2010, le stade a accueilli les 122e Championnats de France « Élite » d'athlétisme, où Christophe Lemaitre bat le fameux record du 100 mètres.
En juillet 2010, un match amical entre l'OM et l'ASSE a lieu, avec une forte affluence (victoire 1 - 0 de l'OM, grâce à un but de Baky Koné). Ce stade a également accueilli un match amical de football opposant la Côte d'Ivoire au Mali (1 - 0, but à la 3e minute pour la Côte d'Ivoire) le 8 février 2011.
Le 25 mai 2019, l'équipe de rugby à XV du Valence Romans Drôme Rugby accède à la Pro D2 devant 10 000 personnes en battant Blagnac (24 - 21) avec un essai inscrit dans les arrêts de jeu. Depuis la saison 2019-2020, sa première en division professionnelle, le Valence Romans Drôme Rugby y élit domicile.